# Да (Чад)
Да (фр. Da) — деревня в Чаде, расположенная на территории региона Канем. Входит в состав департамента Северный Канем.

## География
Деревня находится в западной части Чада, к северу от озера Чад, на высоте 297 метров над уровнем моря.
Да расположен на расстоянии приблизительно 234 километров к северо-западу от столицы страны Нджамены.
Ближайшие населённые пункты: Регаза, Тонгурча, Аджилум, Геле-Мидинга, Риг-Риг, Вама, Йогоро.
Климат деревни характеризуется как аридный жаркий (BWh в классификации климатов Кёппена).

## Транспорт
Ближайший аэропорт расположен в городе Бол.